# Stèle Picton
La stèle Picton est un monument élevé à la mémoire du général britannique Thomas Picton (1758-1815), sur le site du champ de bataille de Waterloo en Belgique.

## Localisation
La stèle se situe rue du Dimont, à Plancenoit, sur le territoire de la commune belge de Lasne, dans la province du Brabant wallon.
Elle se dresse au sud de cette rue, en face de la stèle au 27th (Inniskilling) Regiment of Foot (qui est quant à elle sur le territoire de Waterloo), au nord-est du carrefour de la chaussée de Charleroi et de la route du Lion.
Outre la stèle au 27th (Inniskilling) Regiment of Foot déjà citée, on trouve dans les environs immédiats le Monument aux Belges, le Monument aux Hanovriens, le Monument Gordon et la stèle au 8e régiment d'infanterie de ligne.

## Historique

### Le général Picton
Lors de la bataille de Waterloo, la Ferme de la Haie Sainte constitue le centre du dispositif défensif de l'armée de Wellington.
À l'est de la ferme, le général britannique Thomas Picton (déjà blessé la veille à la bataille des Quatre Bras) mène, avec la 5e division, composée de régiments d'infanterie écossais, appuyée par la cavalerie lourde britannique, une contre-attaque qui met en déroute les divisions françaises du général Drouet d'Erlon mais il est tué d'une balle en pleine tête à proximité de l'emplacement de la stèle.
Le coffre contenant son uniforme n'étant pas arrivé, Picton s'est battu en habit civil et en chapeau haut-de-forme (exposé au National Army Museum à Londres), ce qui lui valut le surnom  de « combattant en jaquette ».

### La stèle
La stèle se trouvait initialement plus loin de la route, au pied d'un arbre amis, ayant été déplacée près du bord de la rue, elle fut renversée au début de l'année 2011 et restaurée en octobre 2011.

## Description
Le monument, très modeste, est une simple stèle en pierre bleue portant une plaque qui rend hommage au général :

« To the Gallant Memory of Lt General Thomas Picton

Commander of the 5th Division and the Left Wing

Of the Army at the Battle of Waterloo

Born 1758

Died near this spot in the early afternoon

Of 18th June 1815 Leading His Men Against

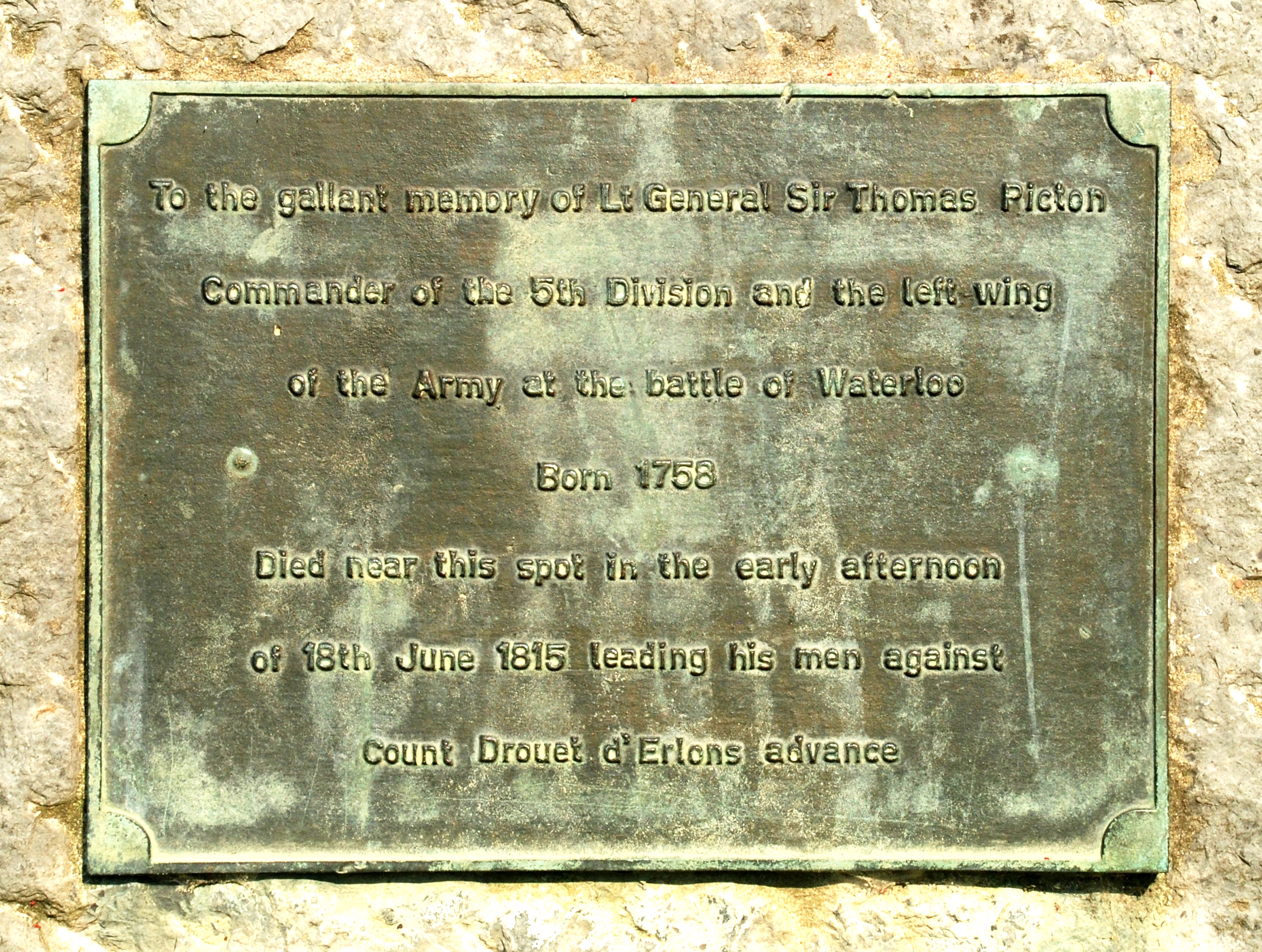
La plaque.

Count Drouet d'Erlons Advance »